# Lizzie Williams
Lizzie Williams (Victoria, 15 de agosto de 1983) es una ciclista profesional australiana. Debutó como profesional en 2014 tras destacar en carreras de Europa con la selección de Australia. Su salto tardío al profesionalismo, con 31 años, fue debido a que dio prioridad a sus estudios y a la obtención de s trabajo como maestra de escuela secundaria.

## Trayectoria deportiva
Fue una destacada ciclsta en categoría juvenil tanto de pista como de carretera en Australia. Sin embargo pronto dejó el ciclismo para dedicarse a sus estudios en la Universidad de Victoria y posteriormente al trabajo ya que obtuvo un empleo como maestra de escuela secundaria.
Una década más tarde, debido a sus buenos resultados en el calendario australiano en 2013 y 2014 logró una beca de la Fundación Amy Gillet para participar con la Selección de Australia en el calendario internacional y además participó en el calednario estadounidense en el equipo amateur del Vanderkitten en el año 2014.
Sin victorias profesionales pero con numerosos puestos de honor -de hecho fue seleccionada para participar en el Mundial en Ruta 2014- llamó la atención del equipo profesional australiano del Orica-AIS, quien ya había incorporado a otra veterana debutante el año anterior: Katrin Garfoot, y la incorporó a sus filas en 2015 logrando en ese equipo sus primeras victorias profesionales desde ese mismo año.

## Palmarés
2015
- 2.ª en el Campeonato Oceánico en Ruta
- Gran Premio Cham-Hagendorn

2016
- 1 etapa del Tour Down Under Femenino

## Resultados en Grandes Vueltas y Campeonatos del Mundo
Durante su carrera deportiva ha conseguido los siguientes puestos en las Grandes Vueltas femeninas y en los Campeonatos del Mundo en carretera:
| Carrera         | 2014 | 2015 | 2016 | 2017 |
| --------------- | ---- | ---- | ---- | ---- |
| Giro de Italia  | -    | 41.ª | -    | -    |
| Tour de l'Aude  | X    | X    | X    | X    |
| Grande Boucle   | X    | X    | X    | X    |
| Mundial en Ruta | Ab.  | 20.ª | -    | -    |

-: no participa

Ab.: abandono

X: ediciones no celebradas

## Equipos
- Orica-AIS (2015-2016)
- Hagens Berman-Supermint (2017)